# Мамедов, Гусейн Абдулла оглы
Гусейн Абдулла оглы Мамедов (азерб. Hüseyn Abdulla oğlu Məmmədov; 15 мая 1906 года, Нахичеванский уезд — 31 мая 1972 года, Нахичевань) — советский азербайджанский овцевод, Герой Социалистического Труда (1949).

## Биография
Родился 15 мая 1906 года в селе Шахтахты Нахичеванского уезда Эриванской губернии (ныне Кенгерлинский район Нахичеванской АР Азербайджана).
Начал трудовую деятельность зоотехником в 1934 году в колхозе имени Берия (позже имени Калинина) Норашенского района. Позже заведующий овцеводческой фермой на этом же колхозе.
В 1948 году достиг высоких показателей в области овцеводства.
Указом Президиума Верховного Совета СССР от 24 июня 1949 года за получение высокой продуктивности животноводства Мамедову Гусейну Абдулла оглы присвоено звание Героя Социалистического Труда с вручением ордена Ленина и золотой медали «Серп и Молот».
Скончался 31 мая 1972 года в городе Нахичевань.